# Nelly Martins
Nelly Martins, nome artístico de Nelly Biato Gnatalli (Rio de Janeiro, 10 de agosto de 1936 - Rio de Janeiro, 28 de janeiro de 2021) foi uma atriz, cantora e pianista brasileira. 

## Biografia
Nelly Martins nasceu na cidade do Rio de Janeiro, em 10 de agosto de 1936. Iniciou sua carreira artística em 1952, apresentando-se num concurso de Ary Barroso, saindo vencendora. Após isso, participara de vários programas da TV Tupi.
Em 1956 fora contratada pela Rádio Tupi, e em 1959 fora eleita Rainha dos Músicos. Participou de vários teleteatros no Grande Teatro Tupi. Também concorrera a Rainha do Rádio de 1956, perdendo para Dóris Monteiro. 
Casara-se em 1956 com Luís Carlos Pereira dos Santos, com o qual tivera seu único filho Luís Antônio. Casara-se em segundas núpcias com o compositor Radamés Gnattali em 1978, mas mantinham um relacionamento desde 1966. Após o falecimento de Radamés, passara a dedicar-se a preservação da obra dele.
Gravara 6 discos, dentre eles o LP "Piano Duo", em 1968, parceria com seu marido Radamés Gnattali, interpretando clássicos da música brasileira. Gravara músicas compostas por Tito Madi, Tom Jobim e Vinicius de Moraes.

### Morte
Nelly falecera em 28 de janeiro de 2021, em decorrência de complicações causadas pela COVID-19. Seu filho Luís Antônio falecera seis dias antes, também vitimado pela covid-19. 

## Filmografia

### Cinema
| Ano  | Título               | Personagem     |
| ---- | -------------------- | -------------- |
| 1965 | O Beijo              | Selminha       |
| 1962 | Bom Mesmo é Carnaval | Ana Maria      |
| 1961 | Esse Rio que Eu Amo  | Cantora        |
| 1961 | Os Três Cangaceiros  | Zizi           |
| 1960 | Tudo Legal           | Maria da Graça |
| 1959 | Garota Enxuta        | Nelly          |
| 1958 | Pé na Tábua          | Elisa          |
| 1957 | Metido a Bacana      | Irene          |

### Televisão
| Ano       | Título             | Personagem         |
| --------- | ------------------ | ------------------ |
| 1965      | O Céu É de Todos   | Nina               |
| 1958-1960 | Noites Cariocas    | Apresentadora      |
| 1954-1956 | Grande Teatro Tupi | Vários personagens |